# Zheng Yuli
Zheng Yuli (chinesisch 郑昱鲤; * 1963) ist eine ehemalige Badmintonspielerin aus der Volksrepublik China.

## Karriere
Zheng Yuli gewann Bronze im Dameneinzel bei der Weltmeisterschaft 1983. Zwei Jahre später erkämpfte sie sich noch einmal Platz drei. Siegreich war sie bei den Japan Open 1984 und den Denmark Open der gleichen Saison.  Bei den All England 1982 und den All England 1985 stand sie im Halbfinale des Dameneinzels. Mit dem chinesischen Damenteam wurde sie Weltmeisterin durch den Sieg im Uber Cup 1988.

## Sportliche Erfolge
| Saison    | Veranstaltung      | Disziplin   | Platz | Name                    |
| --------- | ------------------ | ----------- | ----- | ----------------------- |
| 1982      | All England        | Dameneinzel | 3     | Zheng Yuli              |
| 1984      | Japan Open         | Dameneinzel | 1     | Zheng Yuli              |
| 1984/1985 | Denmark Open       | Dameneinzel | 1     | Zheng Yuli              |
| 1985      | All England        | Dameneinzel | 3     | Zheng Yuli              |
| 1985      | Asienmeisterschaft | Dameneinzel | 1     | Zheng Yuli              |
| 1985      | Weltmeisterschaft  | Dameneinzel | 3     | Zheng Yuli              |
| 1986/1987 | Denmark Open       | Dameneinzel | 1     | Zheng Yuli              |
| 1987      | Weltmeisterschaft  | Dameneinzel | 3     | Zheng Yuli              |
| 1987/1988 | German Open        | Damendoppel | 1     | Lao Yujing / Zheng Yuli |
| 1988      | Uber Cup           | Team        | 1     | China                   |